# Хайнрих IV фон Олденбург-Вилдесхаузен
Хайнрих IV фон Олденбург-Вилдесхаузен (на немски: Heinrich IV von Oldenburg-Wildeshausen, „der Bogener“; * 1205; † 1271, Палестина) от фамилията Олденбург е от 1233 г. граф на Вилдесхаузен, Флото и Фехта, известно време притежава графство Текленбург-Клопенбург.

## Биография
Той е най-възрастният син на граф Бурхард фон Олденбург-Вилдесхаузен (1175 – 1233, убит) и втората му съпруга Кунигунда фон Шотен-Бреда (1180 – 1230/сл. 1233), дъщеря на граф Хайнрих II фон Шотен-Бреда († 1187). Внук е на граф Хайнрих II фон Олденбург-Вилдесхаузен († 1198, Палестина) и Беатрикс фон Халермунд († сл. 1194). Племенник е на Вилбранд фон Олденбург, епископ на Падерборн († 1233).
Брат му Вилбранд умира през 1292 г. Сестра му София († 1261) се омъжва за граф Ото II фон Равенсберг († 1244).
Хайнрих IV прави задължения чрез множество битки и постепенно загубва собствеността си в полза на зет му и епископите на Мюнстер и архиепископите на Бремен.
Той прави поклонение в Палестина и умира там на 66 години през 1271 г. и е погребан във Флото.

## Фамилия
Хайнрих IV се жени пр. 18 март 1253 г. за Елизабет фон Текленбург (* 1222; † сл. 1268), дъщеря на Ото I фон Текленбург и Мехтхилд фон Холщайн-Шауенбург. Те имат една дъщеря:
- Хедвиг фон Олденбург-Алтбруххаузен († ок. 1285), евентуална наследничка на Вилдхаузен, омъжена за нейния братовчед граф Христиан III фон Олденбург-Олденбург († 1285), който не получава наследството.